# ケタリング・タウンFC
ケタリング・タウン・フットボールクラブ（Kettering Town Football Club）は、イングランド、ノーサンプトンシャー州ケタリングを本拠地とするサッカークラブチームである。2017-2018シーズンはサザンフットボールリーグ・プレミアディヴィジョン（7部相当）に所属。

## タイトル

### 国内タイトル
- サウザンリーグ・イースタンセクション:2回

1927-1928,1928-1929
- バーミンガム＆ディストレクトリーグ:1回

1947-1948
- サウザンリーグ・プレミア:3回

1956-1957,1972-1973,2001-2003
- サウザンリーグ・ディヴィジョン1:1回

1960-1961
- サウザンリーグ・ディヴィジョン1ノース:1回

1971-1972
- カンファレンス・ノース:1回

2007-2008

### 国際タイトル
- なし

## 歴代監督
- ロン・アトキンソン 1971-1974
- ポール・ガスコイン 2005

## 歴代所属選手
- エディ・マクゴールドリック 1981-1984
- マーク・バン 2004
- アルトン・セルウェル 2009-2010
- ジェームズ・ジェニングス 2009-2010
- カラム・ウィルソン 2010-2011
- フィリップ・アイフィル 2011-2012